# Riedelomyia
Riedelomyia es un género de dípteros nematóceros perteneciente a la familia Limoniidae. Se distribuye por India, Fiji y Papúa Nueva Guinea.

## Especies
- Contiene las siguientes especies:
- R. chionopus Alexander, 1949
- R. gratiosa Alexander, 1928
- R. lipoleuca Alexander, 1969
- R. niveiapicalis (Brunetti, 1918)
- R. papuensis Alexander, 1941
- R. teucholabina (Alexander, 1921)